# Lophodermium pini-excelsae
Lophodermium pini-excelsae S. Ahmad – gatunek grzybów z rodziny łuszczeńcowatych (Rhytismataceae). Jeden z patogenów wywołujących chorobę sosny (Pinus) o nazwie wiosenna osutka sosny.

## Systematyka i nazewnictwo
Pozycja w klasyfikacji według Index Fungorum: Lophodermium, Rhytismataceae, Rhytismatales, Leotiomycetidae, Leotiomycetes, Pezizomycotina, Ascomycota, Fungi.
Po raz pierwszy takson ten opisał w 1924 r. Sultan Ahmad na obumarłych igłach świerka pospolitego w Pakistanie.

## Morfologia
Anamorfa
Pyknidia 150-300 × 100-180 µm, pod naskórkiem żywiciela, otwierające się boczną szczeliną, rzadko zlewające się, jednobarwne lub nieco ciemniejsze od powierzchni podłoża, czasami z ciemniejszym brzegiem. Komórki konidiotwórcze wyrastające w zwartej palisadzie ze słabo określonej warstwy grzybni, 8–12 × 2–3 µm, cylindryczne, ale zwężające się w pobliżu wierzchołka, proliferujące sympodialnie. Konidia (5–) 6,5–9 × 0,75–1 µm, cylindryczne, czasami lekko blaszkowate lub z jednym końcem lekko nabrzmiałym, szkliste, bezprzegrodowe, cienkościenne, bez epispor lub galaretowatej osłonki.
Teleomorfa
Apotecja zanurzone, 300–800 × 200–500 µm, powstające na obu stronach igieł, czasami z kilkoma czarnymi liniami oddzielającymi kolonie, w stanie wilgotnym czarne, w stanie suchym czarna pośrodku na ponad połowie całkowitej powierzchni owocnika, pozostała część szara otoczona czarną linią. Pokryte są z obu stron naskórkiem żywiciela, ale ich środek wystaje powyżej naskórka, otwierające się pojedynczym podłużną szparą o szerokości od 2/3 do 3/4 długości owocnika, wargi szpary są szare. Wstawki o długości 95–115 µm, zwykle zakrzywione i lekko nabrzmiałe przy wierzchołku, zwykle z wyraźną galaretowatą powłoką. Worki 75–130 × 10–12 µm, cylindryczne, krótkoszypułkowe z tępym wierzchołkiem, cienkościenne, bez struktur podwierzchołkowych, 8-zarodnikowe. Askospory ułożone w pęczek, 50–75 × 1,5–2 µm, nitkowate, zwykle nie spiralnie zwinięte, lekko zwężające się ku podstawie, szkliste, bezprzegrodowe, cienkościenne, gładkie, otoczone galaretowatą osłoną o grubości 1–1,5 µm.
Rozprzestrzenia się przez askosopory unoszone prądami powietrza. Infekuje igły podczas wilgotnej pogody.

## Występowanie
Rozmieszczenie geograficzne: Azja (Indie, Japonia, Pakistan Zachodni), Europa, Ameryka Północna (Kanada: Ontario).
Występują głównie na martwych igłach w ściółce, może jednak pojawić się także na martwych igłach wciąż tkwiących na pędach, które obumarły z powodu choroby. Status chorobotwórczy tego gatunku nie jest jasny, raczej jest grzybem saprotroficznym i słabym pasożytem. Żywicielami są różne gatunki sosny (Pinus): Pinus ayacahuite, P.bankiana, P. cembra, P. excelsa, P. kesiya, P. koraiensis, P. longifolia, P. palustris, P. parviflora, P. patula, P. pentaphylla, P. peuce, P. pumila, P. strobus, P. tueda, P. wallichiana.